# Day Mesquita

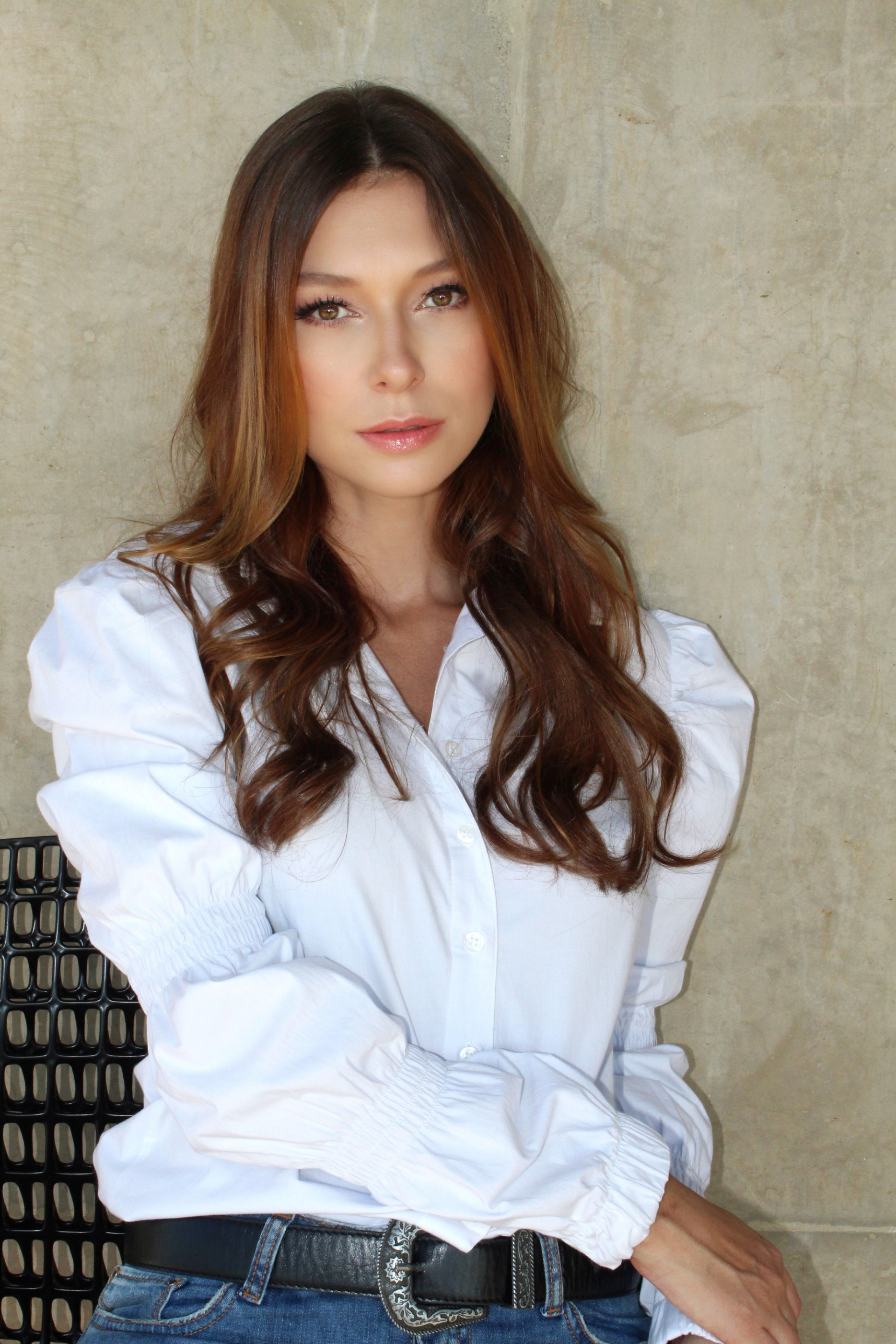
Day Mesquita (2021)

Day Mesquita (* 23. September 1985 in Telêmaco Borba) ist eine brasilianische Schauspielerin. Sie wurde durch den Film Nada a Perder von Alexandre Avancini bekannt, wo sie im Biopic die Frau von Edir Macedo spielte.
Für ihren Auftritt in der Telenovela Amor sem Igual, 2020 gewann sie den „Prêmio Contigo! de TV“ als beste Schauspielerin in einer Seifenoper.

## Filmografie

### Fernsehen
- 2005: Teen Power
- 2007: Dance Dance Dance
- 2008: Lendas Urbanas
- 2009: Vende-se um Véu de Noiva
- 2011: Tribunal na TV
- 2012: Viagem Sem Fim[3]
- 2012: Cheias de Charme
- 2012: Morando Sozinho[3]
- 2013: Além do Horizonte
- 2014: (Des)encontros[3]
- 2015: Milagres de Jesus
- 2015: Os Dez Mandamentos[3]
- 2015: Santo Forte
- 2016: O Negócio[3]
- 2016: A Terra Prometida[3]
- 2018: Jesus[4]
- 2019–2021:  Amor sem Igual
- 2022: Reis

### Kino
- 2016: Os Dez Mandamentos: o filme
- 2018: Nada a perder[4]
- 2019: Nada a perder 2